# دوريل ستويكا
دوريل ستويكا (بالرومانية: Dorel Stoica)‏ (ولد أبريل 1978) وهو لاعب كرة قدم روماني هو يلعب حاليا لـنادي الاتفاق.
في 5 يناير 2010, انتقل لـنادي الاتفاق وقع العقد بنظام الانتفال الحر . انضم لـنادي الاتفاق السعودي . مع راتب €30,000 شهرياً .

## الأهداف الدولية
| #  | Date         | Venue                           | Opponent | Score | Result | Competition                               |
| -- | ------------ | ------------------------------- | -------- | ----- | ------ | ----------------------------------------- |
| 1. | 28 مارس 2009 | ملعب فارول، كونستانتسا، رومانيا | صربيا    | 2–3   | 2–3    | تصفيات أوروبا لكأس العالم لكرة القدم 2010 |

Dorel Stoica's profile on romaniansoccer.ro

## روابط خارجية
- دوريل ستويكا على موقع الاتحاد الأوربي (الإنجليزية)
- دوريل ستويكا على موقع قاعدة بيانات كرة القدم.إي يو (الإنجليزية)
- دوريل ستويكا على موقع ناشيونال فوتبول تيمز (الإنجليزية)
- دوريل ستويكا على موقع عالم كرة القدم.نت (الإنجليزية)
- دوريل ستويكا على موقع كووورة